# Hans Planitz
Hans Planitz (* 4. Mai 1882 in Kaditz bei Dresden; † 16. Januar 1954 in Wien) war ein deutscher Rechtswissenschaftler und Rechtshistoriker.

## Leben
Hans Planitz, aufgewachsen als Sohn eines Pfarrers bei Dresden und in Leipzig, studierte von 1901 bis 1904 an den Universitäten Tübingen und Leipzig Rechtswissenschaften und Geschichte. 1906 wurde er in Leipzig zum Dr. jur. promoviert, 1909 habilitierte er sich dort. Anschließend war er Privatdozent, ab 1912 planmäßiger außerordentlicher Professor für Urheber- und Patentrecht in Leipzig. 1913 wechselte er als ordentlicher Professor für Deutsches und Schweizerisches Zivilrecht nach Basel, ging aber bereits 1914 als Professor für Deutsches, Bürgerliches und Handelsrecht an die im gleichen Jahr gegründete Universität Frankfurt am Main. Zu seinem Nachfolger in Basel wurde Eckard Meister berufen. 1920 wechselte Planitz schließlich an die im Jahr zuvor wiedergegründete Universität zu Köln, wo er sich erneut am Aufbau einer Rechtswissenschaftlichen Fakultät beteiligte. In den Jahren 1921–22, 1931–32 und 1936–39 wählte man ihn zu deren Dekan, 1929–30 amtierte er als Rektor der Universität. In dieser Funktion legte er zusammen mit dem damaligen Kölner Oberbürgermeister Konrad Adenauer am 26. Oktober 1929 den Grundstein für ein neues Hauptgebäude der Universität. Planitz lehnte mehrere Rufe anderer Universitäten ab (Bonn 1922, Heidelberg 1923, Wien 1934), bevor er 1941 doch an die Universität Wien als Professor für Deutsches, Bürgerliches und Handelsrecht ging.
Nach dem Zusammenbruch der nationalsozialistischen Herrschaft zählte Planitz in Österreich zur Gruppe der „Reichsdeutschen“, die nach dem Beamtenüberleitungsgesetz eigentlich im Staatsdienst nicht weiterbeschäftigt werden konnten. Gleichwohl setzte sich die Wiener Fakultät erfolgreich für seinen Verbleib an der Hochschule ein. Zur Begründung wurde auf seine NS-Gegnerschaft verwiesen.
1952 verlieh ihm die Philosophische Fakultät der Universität zu Köln einen Ehrendoktortitel. Seiner Berufung als Honorarprofessor für deutsche Rechtsgeschichte zurück an die Kölner Universität (November 1953) konnte er nicht mehr folgen.
Planitz, der sich in seiner wissenschaftlichen Arbeit anfänglich mit der Geschichte des Haftungs- und Vollstreckungsrechts befasst hatte, widmete sich später vor allem der (rechtshistorischen) Entwicklung des deutschen Städtewesens. Dabei bildete das Rechts- und Wirtschaftsleben des mittelalterlichen Köln einen Schwerpunkt seines Schaffens. Mit sorgfältigen Quelleneditionen machte er sich ebenso einen Namen wie mit seinen oft in mehrfachen Auflagen erschienenen Lehrbüchern und Darstellungen.

## Funktionen und Mitgliedschaften
Planitz war von 1937 bis 1945 und wieder seit 1952 Mitherausgeber der Zeitschrift der Savigny-Stiftung für Rechtsgeschichte (Germanistische Abteilung). Er war seit 1942 korrespondierendes und ab 1945 wirkliches Mitglied der Österreichischen Akademie der Wissenschaften in Wien und seit 1943 korrespondierendes sowie ab 1945 wirkliches Mitglied der Bayerischen Akademie der Wissenschaften in München.

## Schriften (Auswahl)
Monographien
- Die Vermögensvollstreckung im deutschen mittelalterlichen Recht. Band 1: Die Pfändung. Engelmann, Leipzig 1912.
- Grundlagen des deutschen Arrestprozesses. Ein Beitrag zur deutschen Prozeßgeschichte. Meiner, Leipzig 1922.
- Grundzüge des deutschen Privatrechts. Springer, Berlin 1925 (3., umgearb. Aufl. 1949).
- Das deutsche Grundpfandrecht. Böhlau, Weimar 1936.
- Germanische Rechtsgeschichte. Weidmann, Berlin 1936 (3., durchges. Aufl. Vahlen, Berlin 1944; nach 1945 u.d.T.: Deutsche Rechtsgeschichte. 2. Aufl., bearb. von Karl August Eckhardt, Böhlau, Köln 1961; 3., erg. Aufl. 1971).
- Quellenbuch der deutschen, österreichischen und Schweizer Rechtsgeschichte einschließlich des deutschen Privatrechtes. Böhlau, Graz 1948.
- Die deutsche Stadt im Mittelalter von der Römerzeit bis zu den Zunftkämpfen. Böhlau, Köln 1954 (5. Aufl. VMA, Wiesbaden 1998, ISBN 3-928127-29-2).

Herausgeberschaften
- mit Thea Buyken: Die Kölner Schreinsbücher des 13. und 14. Jahrhunderts (= Publikationen der Gesellschaft für Rheinische Geschichtskunde, Band 46). Böhlau, Weimar 1937.
- mit Thea Buyken: Bibliographie zur deutschen Rechtsgeschichte. Klostermann, Frankfurt am Main 1952.